# Microcebus margotmarshae
El lémur ratón de Margot Marsh (Microcebus margotmarshae) es una especie de mamífero primate de la familia Cheirogaleidae. Como todos los lémures es endémico de la isla de Madagascar y se distribuye únicamente por el Bosque Protegido Antafondro, su localidad tipo, y quizá también por las zonas más elevadas de la Reserva Natural Estricta de Tsaratanana.
El epíteto específico «margotmarshae» está dedicado a Margot Marsh quien contribuyó generosamente durante su vida a la investigación de los primates en diferentes continentes.
Es un lémur de pequeño tamaño de 11 a 12 cm, y larga cola de 14 cm, pesa casi 50 g. Su pelaje es de color rojizo anaranjado en cabeza, dorso y cola, y blanco crema en la zona ventral. El morro y la zona de los ojos es de color marrón claro con un parche blanquecino entre los ojos y la nariz. Las orejas son pequeñas.
Como otros lémures ratón, su alimentación se basa en insectos y frutas. Se encuentra en bosques secos y tiene hábitos arbóreos y nocturnos.
Su estatus en la Lista Roja de la UICN es de «en peligro de extinción», debido a su reducida área de distribución —menos de 1100 km²— muy fragmentada y en continuo declive.